# Gabriel Abbiati
Gabriel Abbiati war ein italienischer römisch-katholischer Geistlicher.
Er wurde am 4. Juni 1460 zum Titularbischof von Berytus und zum Weihbischof in Novara ernannt.